# ORP Kraków (1989)
ORP „Kraków” (823) – polski okręt transportowo-minowy typu Lublin.
Okręt wraz z bliźniaczymi ORP „Lublin”, ORP „Poznań”, ORP „Gniezno” i ORP „Toruń” wchodzi w skład 2. Dywizjonu Okrętów Transportowo-Minowych 8. Flotylli Obrony Wybrzeża. Bazą jest Świnoujście. Załoga liczy 37 osób (stan na wrzesień 2022).
Przystosowany jest do prowadzenia operacji amfibijnych, transportu żołnierzy i techniki wojskowej, transportu sprzętu, ewakuacji ludzi, a także do stawiania zagród minowych. Może przewozić 9 czołgów (PT-91 Twardy lub T-72) lub 9 pojazdów opancerzonych (typu Rosomak lub BWP), lub 17 pojazdów o mniejszym rozstawie osi (np. typu honker czy jelcz).
Miasto Kraków traktuje okręt jako swego „ambasadora” na morzu, który nie tylko promuje Marynarkę Wojenną RP, ale także patronackie miasto. Szczególnie propaguje się Kraków jako miasto turystyczne przy okazji wspólnych ćwiczeń prowadzonych z okrętami polskimi lub flot sojuszniczych (np. Cold Response, Spring Storm, Baltic Fortress, Baltops, Anakonda, Dragon, Wargacz, Aurora), wizyt ORP „Kraków” w zagranicznych portach (np. w Kilonii, Rydze, Kłajpedzie, Turku, Tallinnie, Paldiski, Oslo, Kristianstadt), a także oficjalnych wizyt przyjmowanych na pokładzie okrętu. Przedstawiciele dowództwa okrętu uczestniczą w miejskich uroczystościach, a miasto organizuje co roku pobyty krajoznawcze w Krakowie dla wyróżnionych marynarzy. Z kolei przedstawiciele miasta uczestniczą w uroczystościach związanych z obchodami rocznicy podniesienia bandery. Miasto jest też fundatorem wyposażenia wnętrz, które nawiązuje do krakowskich tradycji i historii, dostarcza na pokład wydawnictwa i inne materiały związane z promocją miasta i okrętu. ORP „Kraków” utrzymuje też kontakty z krakowskimi jednostkami wojskowymi: 5. batalionem dowodzenia im. gen. broni Stanisława Hallera i 8. Bazą Lotnictwa Transportowego im. płk. pil. Stanisława Skarżyńskiego.
W ramach projektu „Miasta-Okręty”, którego celem jest m.in. podkreślenie związków miast patronackich z morzem, przedstawiciele krakowskiej młodzieży uczestniczą w dorocznym wieloboju morskim, organizowanym przez dowództwo Dywizjonu, konkurując z młodzieżą Poznania, Gniezna, Lublina, Torunia i Świnoujścia oraz z załogami bliźniaczych okrętów.

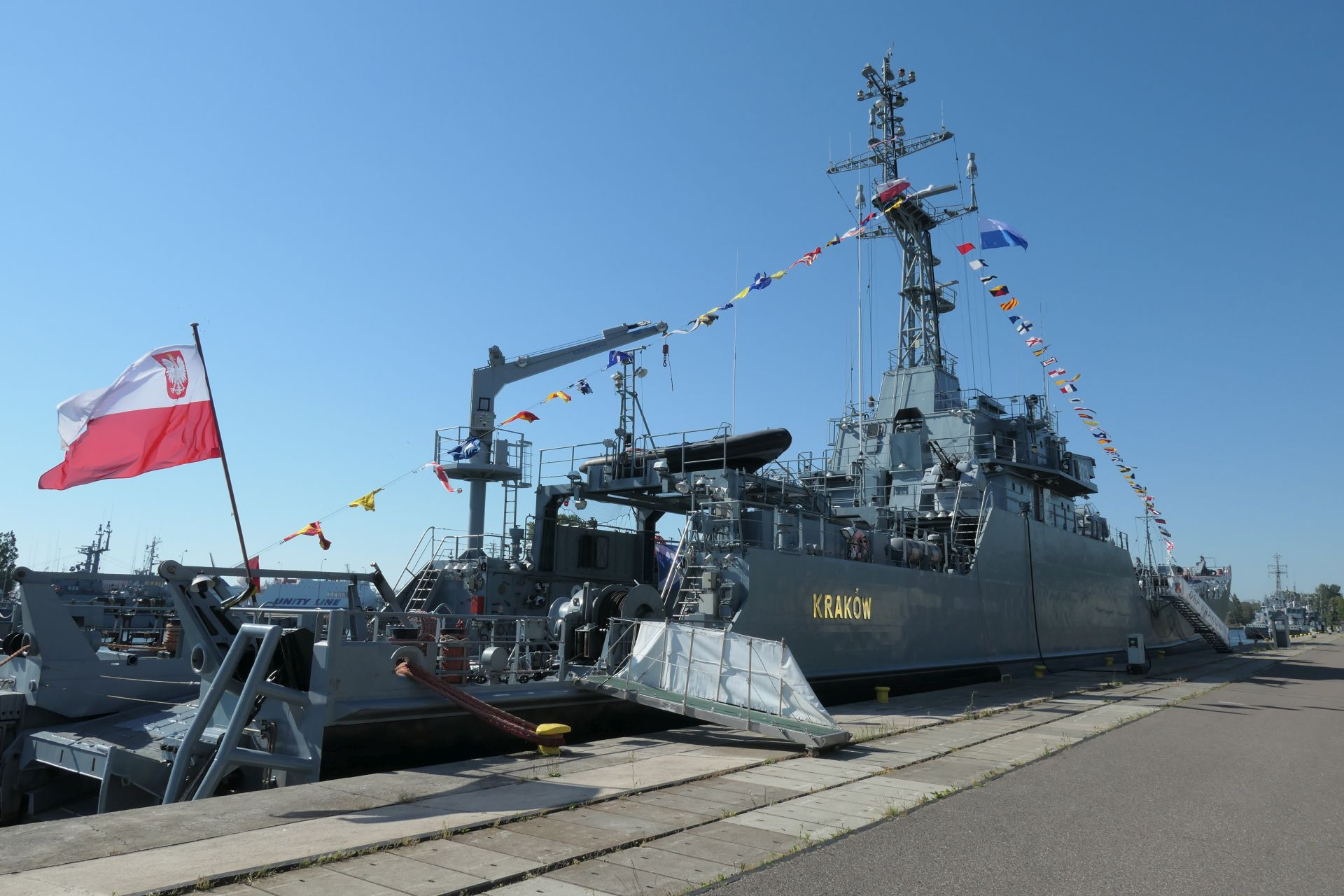
ORP „Kraków” w porcie w Świnoujściu.

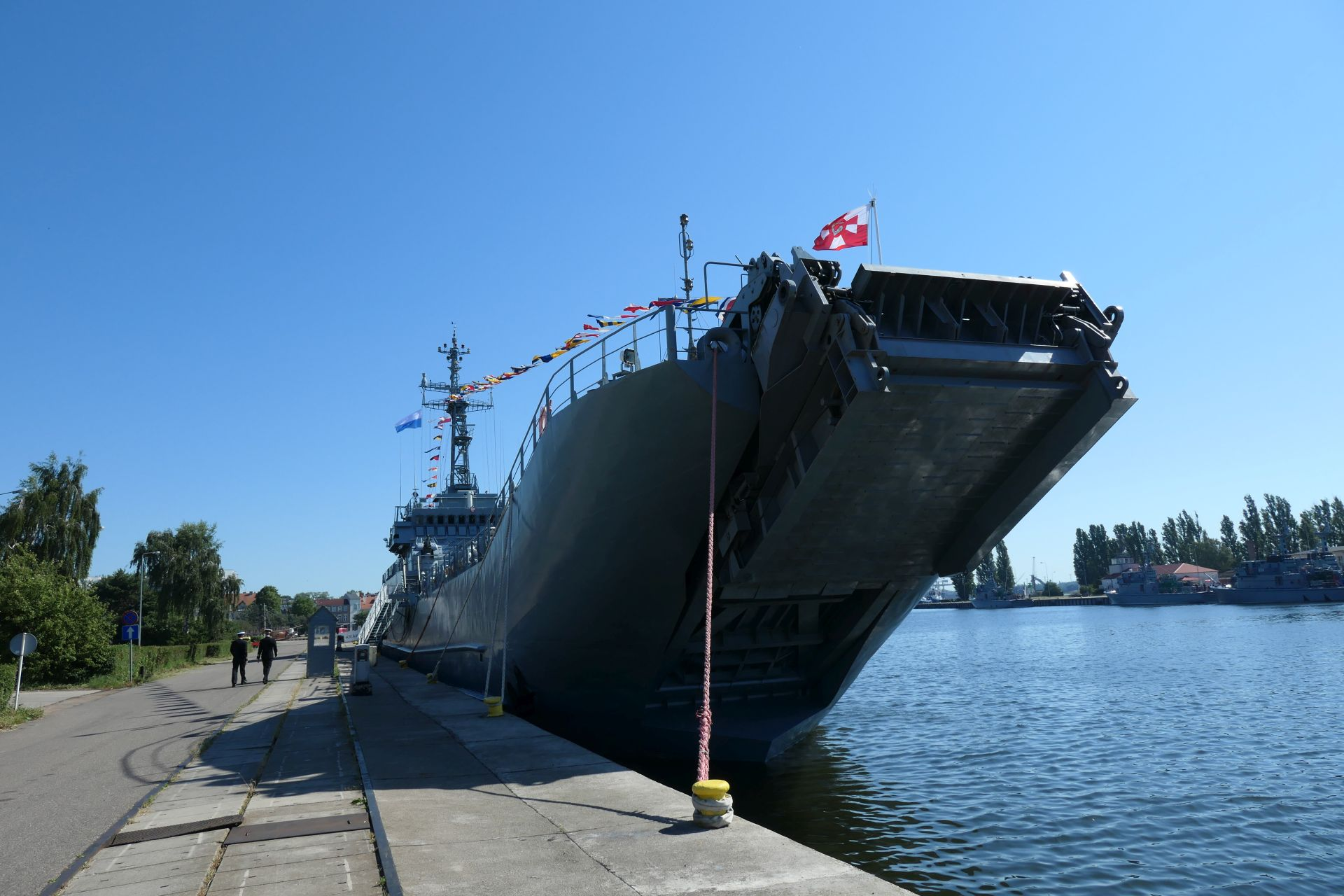
ORP „Kraków” w porcie w Świnoujściu. Widok od strony dziobu

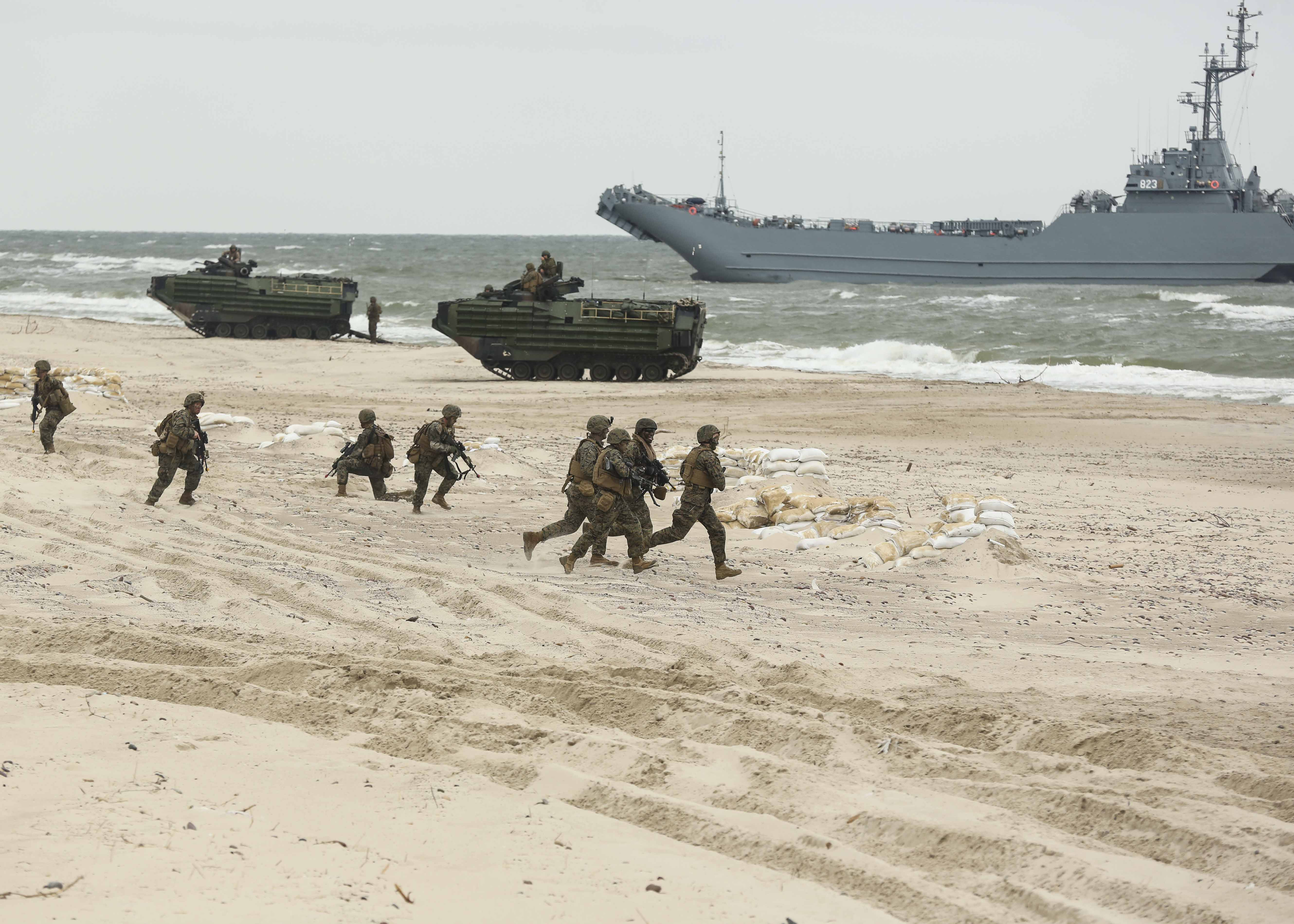
Piechota Morska USA podczas desantu, 2017

## Historia
Okręt zbudowany został w gdańskiej Stoczni Północnej. Głównym projektantem był mgr inż. Stanisław Keński. Stępkę położono 18 sierpnia 1988 r., okręt zwodowano 7 marca 1989 r.; matką chrzestną była Krystyna Rafa. Banderę podniesiono 27 czerwca 1990 r.

### Kolejni dowódcy okrętu
- kmdr ppor. Andrzej Czerwiński
- kpt. mar. Jerzy Grygorowicz
- kpt. mar. Piotr Zawora
- kpt. mar. Marek Obrębski
- kpt. mar. Dariusz Golonka
- kpt. mar. Marek Szwarc
- kpt. mar. Piotr Śliwiński
- kpt. mar. Grzegorz Marszałek
- kpt. mar. Paweł Żal
- kpt. mar. Wojciech Zieliński

ORP „Kraków” jest drugim okrętem w historii, który nosi tę nazwę. Pierwszym był monitor rzeczny ORP Kraków, zbudowany w krakowskiej stoczni należącej do Polskich Fabryk Maszyn i Wagonów L. Zieleniewskiego Sp. Akc. i przekazany do Flotylli Pińskiej. Pełnił służbę w latach 1926–1939, 21 września 1939 został osadzony na dnie przez własną załogę w Kanale Królewskim. Wydobyty i wyremontowany przez Sowietów został przemianowany na „Smoleńsk” i ponownie zatopiony przez własną załogę we wrześniu 1941 na dnie Desny, w pobliżu miejscowości Ładynka.

## Uzbrojenie
4 podwójne morskie zestawy artyleryjsko-rakietowe ZU-23-2MR „Wróbel II”, zestaw zakłóceń pasywnych „Derkacz”, wyrzutnie ładunków wydłużonych ŁWD-100/5000 „Sosna”, 50-135 min (w zależności od typu).